# Morfar opp i dagen
Morfar opp i dagen (engelska: Father's Little Dividend) är en amerikansk komedifilm från 1951, regisserad av Vincente Minnelli. I huvudrollerna ses Spencer Tracy, Joan Bennett och Elizabeth Taylor. Filmen är uppföljaren till Brudens fader från 1950.

## Om filmen
Filmen hade svensk premiär på biograf Spegeln vid Birger Jarlsgatan i Stockholm den 29 oktober 1951. Morfar opp i dagen har visats vid ett flertal tillfällen på TV4 och SVT.

## Rollista i urval
- Spencer Tracy – Stanley Banks
- Joan Bennett – Ellie Banks
- Elizabeth Taylor – Kay Dunstan
- Don Taylor – Buckley Dunstan
- Billie Burke – Doris Dunstan
- Moroni Olsen – Herbert Dunstan
- Richard Rober – polisinspektör
- Marietta Canty – Delilah
- Russ Tamblyn – Tommy Banks
- Tom Irish – Ben Banks
- Hayden Rorke – doktor Andrew Nordell
- Paul Harvey – pastor Galsworthy